# Susanna Moodie
Susanna Moodie (ur. 6 grudnia 1803, zm. 8 kwietnia 1885 w Toronto) – pisarka i poetka angielska i kanadyjska.

## Życie i twórczość
Susanna Moodie urodziła się jako Susanna Strickland w miasteczku Bungay w hrabstwie Suffolk w Wielkiej Brytanii, w rodzinie kultywującej tradycje literackie. W 1831 roku wyszła za mąż za Johna Moodie, oficera w stanie spoczynku, weterana wojen napoleońskich. W 1832 roku wyjechała z mężem i córką do Kanady, będącej wówczas kolonią brytyjską. Pisała prozę (Flora Lyndsay), poezję i książki dla dzieci. Z formalnego punktu widzenia interesująca jest jej ballada The Drunkard's Return, opowiedziana w strofach sonetowych będących złożeniem schematu oktawy i sekstyny.
Życie i dzieło Susanny Moodie zainspirowały Margaret Atwood do napisania książki The Journals of Susanna Moodie.